# Guillaume de Boissonade
Guillaume de (la) Boissonade d'Orty , né v. 1616 et mort le 22 septembre 1684 à Paris, est un évêque français du XVIIe siècle, évêque de Bazas. Il est d'origine agenaise.

## Biographie
Guillaume de Boissonade est grand-chantre d'Agen. Il est désigné comme évêque de Bazas en 1667. Confirmé le 30 janvier 1668, il est consacré par Henri de La Mothe-Houdancourt, archevêque d'Auch.
Il appelle à Bazas les barnabites qui prennent en direction le séminaire et le collège de Bazas.
Il meurt en 1684.